# The Dead Pool
The Dead Pool (bra: Dirty Harry na Lista Negra; prt: Na Lista do Assassino) é um filme estadunidense de 1988 do gênero policial, quinto e último da série Dirty Harry. O filme é dirigido por Buddy Van Horn, estrelado por Clint Eastwood como o inspetor Harry Callahan.  

## Sinopse
Após sobreviver a um atentado em São Francisco, o inspetor Harry Callahan investiga a morte de um cantor de rock, tida inicialmente como overdose. Ao lado do policial novato Al Quan, descobre um jogo macabro de apostas envolvendo assassinatos, no qual ele próprio está marcado como alvo. Confrontado pela pressão da imprensa, Callahan recorre a seus métodos característicos para identificar e capturar o assassino.

## Elenco
- Clint Eastwood ... Inspetor Harry Callahan
- Patricia Clarkson ... Samantha Walker
- Liam Neeson ... Peter Swan
- Evan C. Kim ... Inspetor Al Quan
- David Hunt ... Harlan Rook
- Michael Currie ... Capitão Donnelly
- Jim Carrey ... Johnny Squares

## Recepção

### Bilheteria
Foi o filme menos lucrativo da série Dirty Harry, arrecadando cerca de US$ 40 milhões nos Estados Unidos.

### Crítica
O Rotten Tomatoes atribui ao filme uma aprovação de 53%, baseada em 34 críticas, o que indica uma recepção mediana.